# Cosmosoma flavita
Cosmosoma flavita là một loài bướm đêm thuộc phân họ Arctiinae, họ Erebidae.